# Isòtops del radi
El radi (Ra) no té cap isòtop estable. Té 33 isòtops coneguts, quatre dels quals es poden trobar a la natura. El 226Ra és el més abundant. El 223Ra, el 224Ra, el 226Ra i 228Ra es produeixen per desintegració de l'urani o el tori.
El 226Ra és un producte de desintegració del 228U i és l'isòtop amb un període de semidesintegració més llarg de 1.602 anys, seguit del 228Ra amb 6,7 anys.
Els isòtops de radi de la cadena de desintegració radioactiva de l'actini i el tori es coneixien com:
- actini X, 223Ra
- tori X, 224Ra
- mesotori I, 228Ra

## Taula
| Símbol del núclid | Z(p)                | N(n)                | massa isotòpica(u)  | període de semidesintegració | Espín nuclear | composició isotòpics representativa (fracció molar) | rang de variació natural (fracció molar) |
| Símbol del núclid | energia d'excitació | energia d'excitació | energia d'excitació | període de semidesintegració | Espín nuclear | composició isotòpics representativa (fracció molar) | rang de variació natural (fracció molar) |
| ----------------- | ------------------- | ------------------- | ------------------- | ---------------------------- | ------------- | --------------------------------------------------- | ---------------------------------------- |
| 202Ra             | 88                  | 114                 | 202.00989(7)        | 2.6(21) ms [0.7(+33-3) ms]   | 0+            |                                                     |                                          |
| 203Ra             | 88                  | 115                 | 203.00927(9)        | 4(3) ms                      | (3/2-)        |                                                     |                                          |
| 203mRa            | 220(90) keV         | 220(90) keV         | 220(90) keV         | 41(17) ms                    | (13/2+)       |                                                     |                                          |
| 204Ra             | 88                  | 116                 | 204.006500(17)      | 60(11) ms [59(+12-9) ms]     | 0+            |                                                     |                                          |
| 205Ra             | 88                  | 117                 | 205.00627(9)        | 220(40) ms [210(+60-40) ms]  | (3/2-)        |                                                     |                                          |
| 205mRa            | 310(110)# keV       | 310(110)# keV       | 310(110)# keV       | 180(50) ms [170(+60-40) ms]  | (13/2+)       |                                                     |                                          |
| 206Ra             | 88                  | 118                 | 206.003827(19)      | 0.24(2) s                    | 0+            |                                                     |                                          |
| 207Ra             | 88                  | 119                 | 207.00380(6)        | 1.3(2) s                     | (5/2-,3/2-)   |                                                     |                                          |
| 207mRa            | 560(50) keV         | 560(50) keV         | 560(50) keV         | 57(8) ms                     | (13/2+)       |                                                     |                                          |
| 208Ra             | 88                  | 120                 | 208.001840(17)      | 1.3(2) s                     | 0+            |                                                     |                                          |
| 208mRa            | 1800(200) keV       | 1800(200) keV       | 1800(200) keV       | 270 ns                       | (8+)          |                                                     |                                          |
| 209Ra             | 88                  | 121                 | 209.00199(5)        | 4.6(2) s                     | 5/2-          |                                                     |                                          |
| 210Ra             | 88                  | 122                 | 210.000495(16)      | 3.7(2) s                     | 0+            |                                                     |                                          |
| 210mRa            | 1800(200) keV       | 1800(200) keV       | 1800(200) keV       | 2.24 µs                      | (8+)          |                                                     |                                          |
| 211Ra             | 88                  | 123                 | 211.000898(28)      | 13(2) s                      | 5/2(-)        |                                                     |                                          |
| 212Ra             | 88                  | 124                 | 211.999794(12)      | 13.0(2) s                    | 0+            |                                                     |                                          |
| 212m1Ra           | 1958.4(5) keV       | 1958.4(5) keV       | 1958.4(5) keV       | 10.9(4) µs                   | (8)+          |                                                     |                                          |
| 212m2Ra           | 2613.4(5) keV       | 2613.4(5) keV       | 2613.4(5) keV       | 0.85(13) µs                  | (11)-         |                                                     |                                          |
| 213Ra             | 88                  | 125                 | 213.000384(22)      | 2.74(6) min                  | 1/2-          |                                                     |                                          |
| 213mRa            | 1769(6) keV         | 1769(6) keV         | 1769(6) keV         | 2.1(1) ms                    | 17/2-#        |                                                     |                                          |
| 214Ra             | 88                  | 126                 | 214.000108(10)      | 2.46(3) s                    | 0+            |                                                     |                                          |
| 215Ra             | 88                  | 127                 | 215.002720(8)       | 1.55(7) ms                   | (9/2+)#       |                                                     |                                          |
| 215m1Ra           | 1877.8(5) keV       | 1877.8(5) keV       | 1877.8(5) keV       | 7.1(2) µs                    | (25/2+)       |                                                     |                                          |
| 215m2Ra           | 2246.9(5) keV       | 2246.9(5) keV       | 2246.9(5) keV       | 1.39(7) µs                   | (29/2-)       |                                                     |                                          |
| 215m3Ra           | 3756.6(6)+X keV     | 3756.6(6)+X keV     | 3756.6(6)+X keV     | 0.555(10) µs                 | (43/2-)       |                                                     |                                          |
| 216Ra             | 88                  | 128                 | 216.003533(9)       | 182(10) ns                   | 0+            |                                                     |                                          |
| 217Ra             | 88                  | 129                 | 217.006320(9)       | 1.63(17) µs                  | (9/2+)        |                                                     |                                          |
| 218Ra             | 88                  | 130                 | 218.007140(12)      | 25.2(3) µs                   | 0+            |                                                     |                                          |
| 219Ra             | 88                  | 131                 | 219.010085(9)       | 10(3) ms                     | (7/2)+        |                                                     |                                          |
| 220Ra             | 88                  | 132                 | 220.011028(10)      | 17.9(14) ms                  | 0+            |                                                     |                                          |
| 221Ra             | 88                  | 133                 | 221.013917(5)       | 28(2) s                      | 5/2+          |                                                     |                                          |
| 222Ra             | 88                  | 134                 | 222.015375(5)       | 38.0(5) s                    | 0+            |                                                     |                                          |
| 223Ra             | 88                  | 135                 | 223.0185022(27)     | 11.43(5) d                   | 3/2+          |                                                     |                                          |
| 224Ra             | 88                  | 136                 | 224.0202118(24)     | 3.6319(23) d                 | 0+            |                                                     |                                          |
| 225Ra             | 88                  | 137                 | 225.023612(3)       | 14.9(2) d                    | 1/2+          |                                                     |                                          |
| 226Ra             | 88                  | 138                 | 226.0254098(25)     | 1600(7) y                    | 0+            |                                                     |                                          |
| 227Ra             | 88                  | 139                 | 227.0291778(25)     | 42.2(5) min                  | 3/2+          |                                                     |                                          |
| 228Ra             | 88                  | 140                 | 228.0310703(26)     | 5.75(3) y                    | 0+            |                                                     |                                          |
| 229Ra             | 88                  | 141                 | 229.034958(20)      | 4.0(2) min                   | 5/2(+)        |                                                     |                                          |
| 230Ra             | 88                  | 142                 | 230.037056(13)      | 93(2) min                    | 0+            |                                                     |                                          |
| 231Ra             | 88                  | 143                 | 231.04122(32)#      | 103(3) s                     | (5/2+)        |                                                     |                                          |
| 231mRa            | 66.21(9) keV        | 66.21(9) keV        | 66.21(9) keV        | ~53 µs                       | (1/2+)        |                                                     |                                          |
| 232Ra             | 88                  | 144                 | 232.04364(30)#      | 250(50) s                    | 0+            |                                                     |                                          |
| 233Ra             | 88                  | 145                 | 233.04806(50)#      | 30(5) s                      | 1/2+#         |                                                     |                                          |
| 234Ra             | 88                  | 146                 | 234.05070(53)#      | 30(10) s                     | 0+            |                                                     |                                          |